# Tortilla murciana
La tortilla murciana es una especie de tortilla de huevos típica de la cocina murciana. Los ingredientes básicos son hortalizas como el tomate y el pimiento, las cebollas e incluso berenjenas. Se trata de uno de los típicos platos veraniegos que se suele servir recién elaborada o a temperatura templada. A veces es servida como tapa o como una comida ligera. 

## Características
La elaboración de la tortilla implica el uso tradicional de huevos junto con pimientos rojos y tomates. Algunas recetas tradicionales incluyen una pequeña porción de berenjenas. El tomate y el pimiento cortado en pequeñas tiras se suele sofreir hasta que queden reducidos en una sartén, es en este momento cuando se añaden los huevos batidos y se realiza la tortilla. Las versiones menos clásicas de la tortilla contienen patatas (se asemejan más a una tortilla paisana) y algunas incorporan una cierta cantidad de migas de bacalao.